# Oberlausitzische Gesellschaft der Wissenschaften

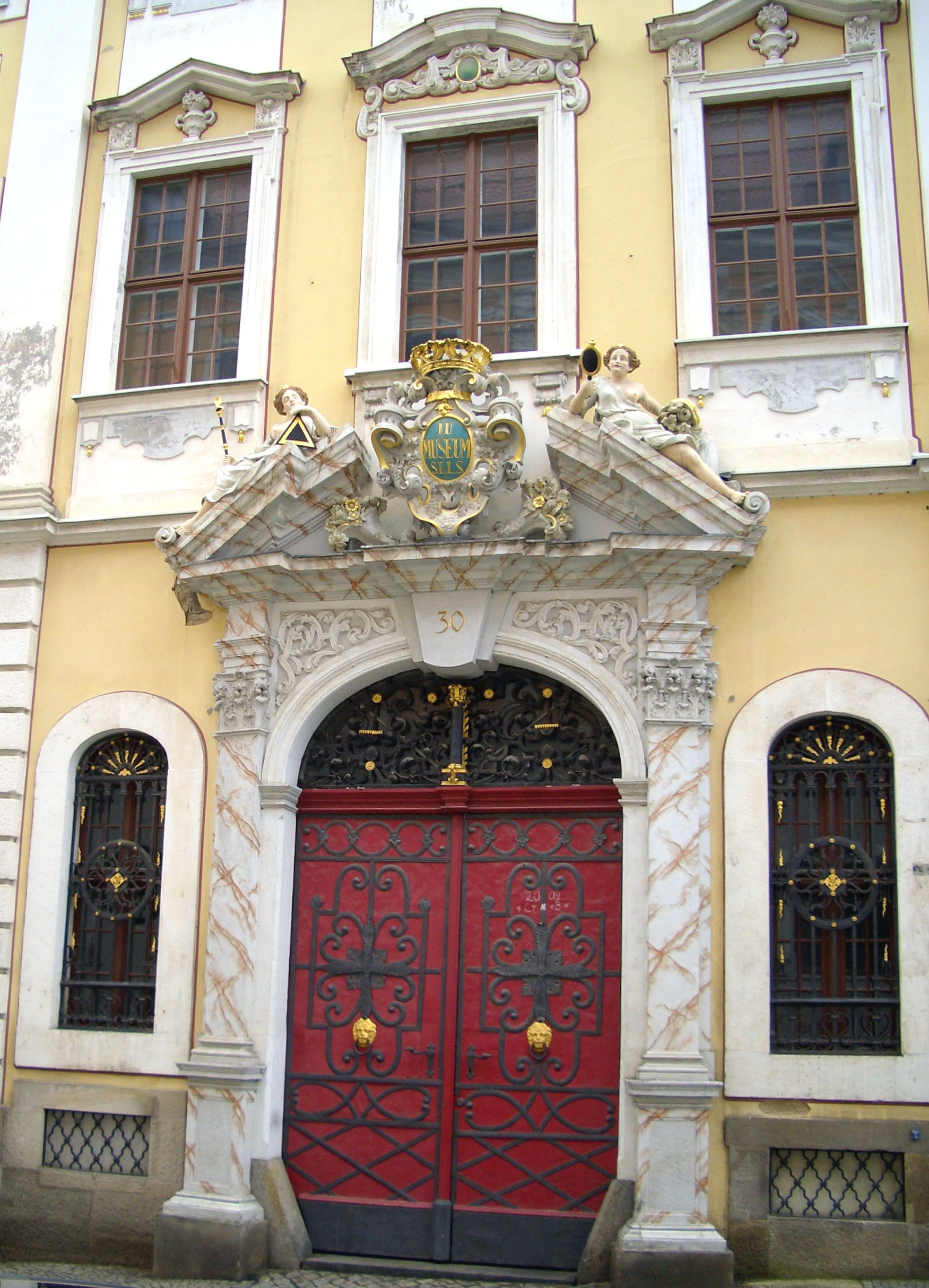
Sitz der Gesellschaft in der Görlitzer Neißstraße 30 bis 1945, gestiftet von Karl Gottlob Anton

Die Oberlausitzische Gesellschaft der Wissenschaften e. V. (OLGdW) mit Sitz in Görlitz ist eine der ältesten noch existierenden Gelehrtengesellschaften in Mitteleuropa. Die Gesellschaft wurde am 21. April 1779 von dem Advokaten, Historiker und Sprachforscher Karl Gottlob Anton (1751–1818), dem Rittergutsbesitzer und Naturforscher Adolf Traugott von Gersdorff und achtzehn weiteren Oberlausitzer Gelehrten gegründet. Ziel ist die Förderung der Geschichts- und Naturkunde. In den Gründungsjahren war die Landwirtschaft in der Oberlausitz Arbeitsschwerpunkt.

## Geschichte

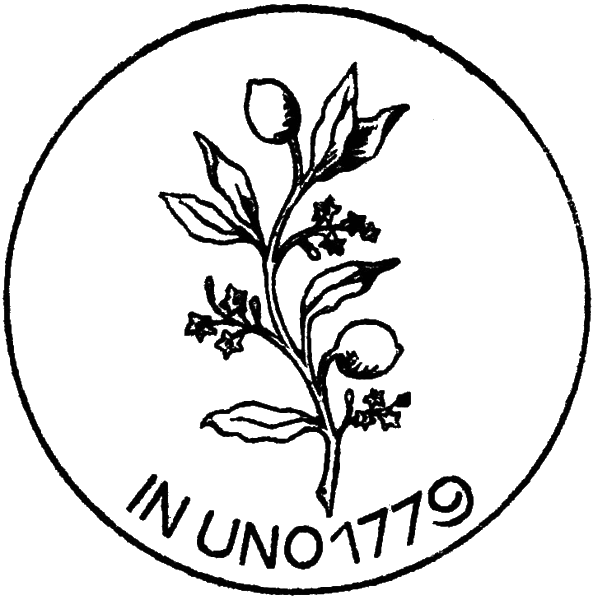
Siegel der Oberlausitzischer Gesellschaft der Wissenschaften 1779

Unter den 20 Gründungsmitgliedern waren, neben Gersdorff und Anton, Samuel August Sohr, Johann Friedrich Neumann, Johann Hortzschansky, Karl Gottlob Dietmann, Carl Adolph Gottlob von Schachmann, Christian Gottfried Meißner, Johann Ehrenfried Frietzsche und Jakob Gottlieb Kloß.
Das Siegel der Gesellschaft entwarf Carl Adolph Gottlob von Schachmann zeitnah. Es zeigt einen blühenden Orangenzweig mit zwei Früchten sowie einer Umschrift „Soc: Lusatiae sup:“ und der Unterschrift „in uno“.
Von 1781 bis 1783 erschien mit den Provinzblättern das erste Periodikum. Es folgte 1793 bis 1799 die Lausitzische Monatsschrift und von 1799 bis 1808 die Neue Lausitzische Monatsschrift. Als Versammlungsort dienten bis 1792 das Haus von Anton auf der Langestraße 49 sowie der Gasthof „Zum Hirsch“. Seit 1793 befasste sich eine Arbeitsgruppe, die sogenannte Urkundendeputation, mit der Erfassung aller die Oberlausitz betreffenden Urkunden in Abschriften und Regesten als Vorarbeit für das ab 1851 erscheinende Urkundenwerk Codex diplomaticus Lusatiae Superioris. 1801 stifteten Karl Gottlob Anton und von Gersdorff ihre Bibliotheken und wissenschaftlichen Sammlungen der Gesellschaft. Im Jahr 1804 erwarb Anton für die Gesellschaft ein eigenes Haus am Obermarkt 29 in Görlitz. Im ersten Drittel des 19. Jahrhunderts wandelte sich die Gesellschaft zu einem regional arbeitenden Geschichtsverein. Von 1822 bis 1941 erschien das Neue Lausitzische Magazin als jährliche Zeitschrift. Diese Tradition wird seit 1994 mit einer Neuen Folge des Magazins fortgesetzt.

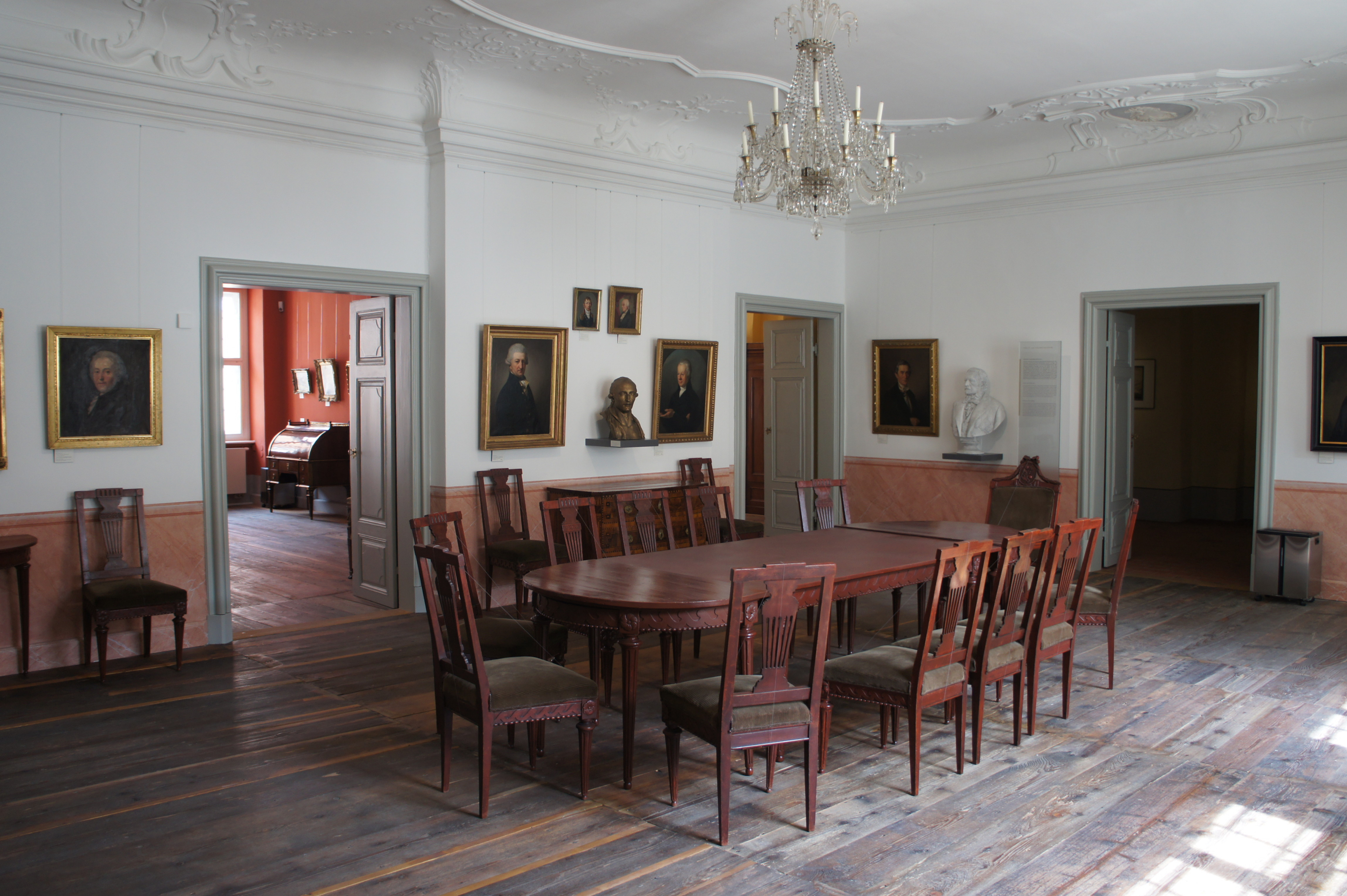
Großer Versammlungssaal

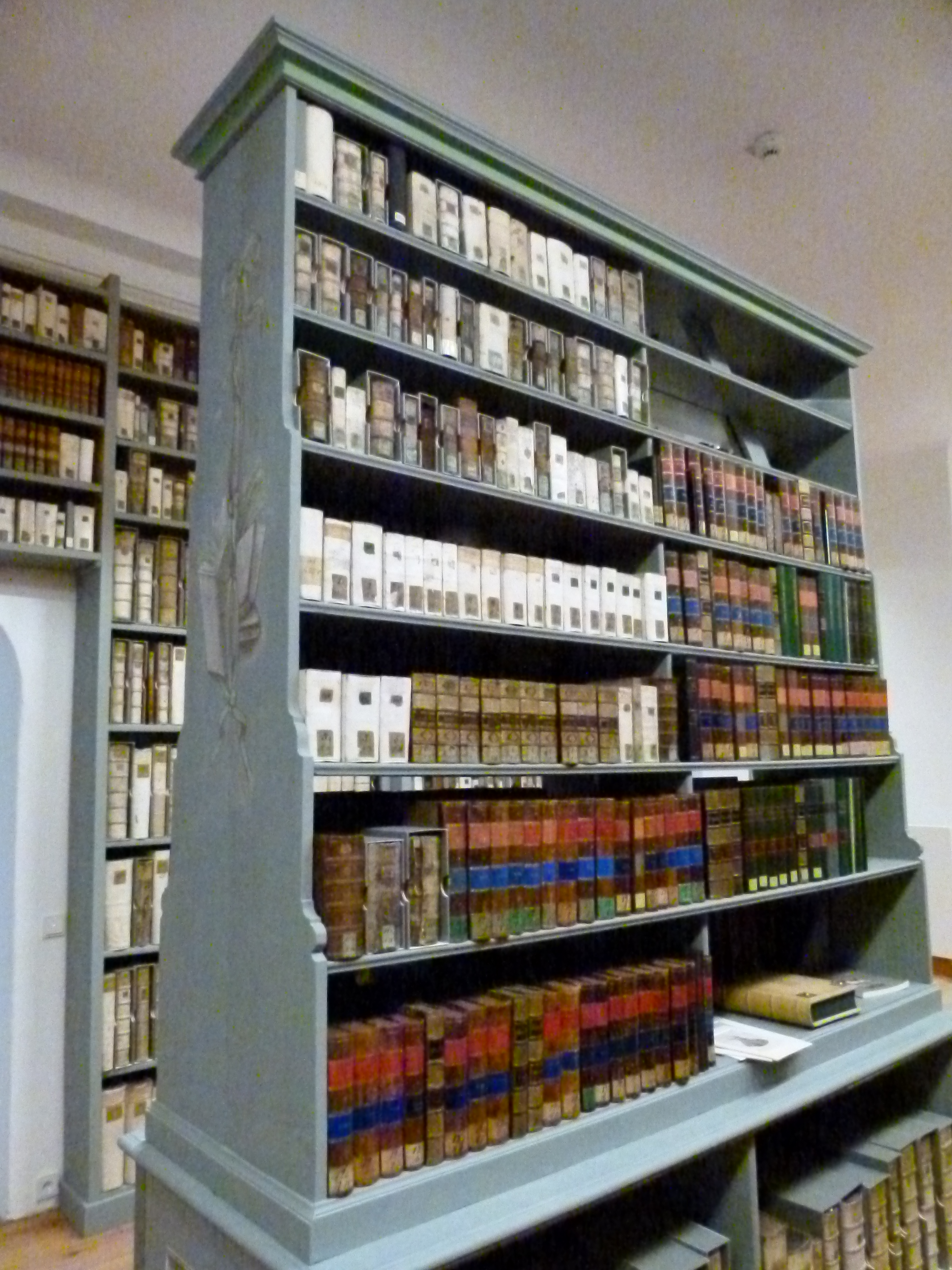
Bibliothek der Gesellschaft

1945 wurde die OLGdW aufgelöst und das barocke Gesellschaftshaus an der Neißstraße 30 mit seinen umfangreichen Sammlungen in den Besitz der Stadt Görlitz überführt. Die bedeutenden historischen Sammlungen – darunter ein Physikalisches Kabinett, eine Mineraliensammlung, ein Grafisches Kabinett sowie weitere wissenschaftsgeschichtliche Sammlungen aus der Zeit um 1800 – und das bedeutende Barockgebäude sind seither in der Obhut des städtischen Museums.
Die wertvolle Bibliothek der Gesellschaft wurde unter dem Namen Oberlausitzische Bibliothek der Wissenschaften 1951 wieder für die Benutzung zugänglich gemacht. Herzstück der nach wie vor im Haus Neißstraße 30 untergebrachten Bibliothek bildet der als Kulissenbibliothek eingerichtete historische Bibliothekssaal der Zeit um 1800. Unter den zahlreichen dort befindlichen einzigartigen Buchbeständen und Nachlässen sind zahlreiche Schriften des Görlitzer Theosophen Jakob Böhme sowie der Nachlass des Dichters und Komponisten Leopold Schefer zu nennen.
1990 wurde die „Oberlausitzische Gesellschaft der Wissenschaften“ auf der Ortenburg in Bautzen wiedergegründet.

### Leitung
Der aktuelle Präsident der Gesellschaft ist seit dem 30. April 2022 Lars-Arne Dannenberg. Er löste Steffen Menzel (* 1963) ab, der seit 2009 Präsident war. Vizepräsident war von 1999 bis zu seinem Tode 2007 Matthias Herrmann. Aktueller Vizepräsident ist Sven Brajer.

## Namen
Zur Gründung 1779 nannte man die Gesellschaft „Oberlausitzische Gesellschaft zur Beförderung der Natur- und Geschichtskunde“. Um die Bandbreite der persönlichen Interessen auch im Gesellschaftsnamen geeigneter zum Ausdruck zu bringen, einigte man sich im Herbst auf die Umbenennung in „Gesellschaft der Wissenschaften in der Oberlausitz“. Die heute gebräuchliche Benennung als „Oberlausitzische Gesellschaft der Wissenschaften“ ist erst seit 1792 nachzuweisen, aber erst ab dem Jahr 1815 allgemein üblich. Zwischenzeitlich wurde bis 1803 auch die Bezeichnung „Privatgesellschaft“ verwendet. Ab 1803 bis zum Ende des Heiligen Römischen Reiches Deutscher Nation (1806) wurde die Vereinigung „Kurfürstlich Sächsische Gesellschaft der Wissenschaften“ genannt.

## Publikationen
Die Gesellschaft gibt seit 1994 das Neue Lausitzische Magazin – Neue Folge heraus, das an die zwischen 1821 und 1941/42 erschienenen Vorgängerschriftenreihe anknüpft, deren erster Herausgeber der Archidiakon Johann Gotthelf Neumann war. Das Magazin veröffentlicht neben aktuellen Mitteilungen vor allem längere geschichtswissenschaftliche Beiträge. Gemeinsam mit dem Institut für Sächsische Geschichte und Volkskunde ISGV e. V. gibt die Gesellschaft das Oberlausitzische Biographische Lexikon heraus. Nach einer großen Zeitspanne wurde im Jahr 2011 auch die Reihe Scriptores rerum Lusaticarum wiederbelebt und unter Einschluss des Bandes von 1719 die alte Zählung fortgeführt.

## Hermann-Knothe-Preis
Die Oberlausitzische Gesellschaft der Wissenschaften lobt seit 2007 auf Initiative des Historikers Matthias Herrmann jährlich den Hermann-Knothe-Preis – Wissenschaftspreis der Oberlausitz aus. Der Preis wurde nach Hermann Knothe, dem bedeutendsten Landeshistoriker, der eine Vielzahl von Schriften zur Oberlausitzer Geschichte publizierte, benannt.
Der Preis ist mit 700 Euro dotiert und wird von den historischen Sechsstädten der Oberlausitz Bautzen, Görlitz, Kamenz, Löbau, Zittau und Lauban/Lubań sowie der ebenfalls polnischen Stadt Zgorzelec getragen. Mit dieser Auszeichnung werden herausragende Leistungen bei der Erforschung der oberlausitzischen Kultur und Geschichte gewürdigt. Der akademische Nachwuchs ist aufgefordert, Arbeiten zu einem oberlausitzischen Thema einzureichen. Die Arbeiten können historische wie auch kunst- und kulturgeschichtliche Fragestellungen, beispielsweise aus den Bereichen Umwelt, Kulturlandschaft, Technik, Wirtschaft, Gesellschaft, Familie, Demografie, Alltag, Sachkultur oder Politik aufgreifen.
Der Preisträger wird durch ein Preiskomitee gekürt. Der Preis kann nach Juryentscheid auch geteilt werden. Die Preisverleihung erfolgt auf der Frühjahrstagung der Gesellschaft.

## Weitere namhafte Mitglieder
- Gustav Aubin (1881–1938), deutsch-österreichischer Nationalökonom und Wirtschaftshistoriker
- Karl Gottlieb Behrnauer (1765–1831), Jurist, Bürgermeister in Zittau, Finanzrat in Dresden und Geheimer Oberregierungsrat
- Walter von Boetticher (1853–1945), Historiker, Genealoge und Arzt
- Johann Gottfried Bönisch (1777–1831), Mediziner und Schriftsteller
- Karl Friedrich Brescius (1766–1842), evangelisch-lutherischer Theologe
- Georg Alexander Heinrich Herrmann von Callenberg (1744–1795), kurfürstlich-sächsischer Geheimer Rat und Standesherr der Freien Standesherrschaft Muskau
- Leonhard Dorst von Schatzberg (1809–1851), Architekt, Heraldiker und Genealoge
- Christian Gottlieb Geyser (1742–1803), Maler und Kupferstecher
- Joachim Leopold Haupt (1797–1883), evangelischer Pfarrer, Heimatforscher und Volkskundler
- Karl Haupt (1829–1882), Pfarrer und Volkskundler
- Richard Jecht (1858–1945), Historiker
- Hugo Jentsch (1840–1916), Gymnasiallehrer, Landeshistoriker und Urgeschichtsforscher
- Johann Gottlieb Korschelt (1818–1901), Lehrer, Heimatforscher und Historiker
- Johannes Paul Langer (1897–1938), Historiker und Heimatforscher
- Johann Gottlieb Lehmann (1782–1837), Rektor des Gymnasiums in Luckau und Philologe
- Theodor zur Lippe-Biesterfeld-Weißenfeld (1822–1894), Gutsbesitzer und Mitglied des Sächsischen Landtages
- Karl Heinrich Adelbert Lipsius (1805–1861), evangelisch-lutherischer Theologe und Pädagoge
- Johann Christoph Martini (1732–1804), evangelischer Geistlicher und Kirchenhistoriker
- Alfred Meiche (1870–1947), Historiker, Volkskundler und Sprachforscher
- Joseph Theodor Müller (1854–1946), Theologe der Evangelischen Brüder-Unität, Archivar im Unitätsarchiv in Herrnhut und Kirchenhistoriker
- Johann Wilhelm Neumann (1797–1870), Jurist, Kommunalpolitiker und Historiker
- Gottlob Adolf Ernst von Nostitz und Jänkendorf (1765–1836), Politiker
- Theodor Paur (1815–1892), Lehrer, Historiker, Philologe und Parlamentsabgeordneter
- Christian Adolf Pescheck (1787–1859), Theologe, Historiker, Lehrer und Schriftsteller
- Christian Gottlieb Pötsch (1732–1805), Naturforscher, Mineraloge, Meteorologe und Pionier der Pegelbeobachtung
- Karl Benjamin Preusker (1786–1871), wichtiger Wegbereiter des öffentlichen Bibliothekswesens in der ersten Hälfte des 19. Jahrhunderts
- Johann Justus Röhde (1738–1812), Magister der Philosophie und herzoglich sachsen-gothaischer Hofrat zu Muskau
- Friedrich Wilhelm Ehrenfried Rost (1768–1835), Lehrer, Philosoph und Dichter
- Carl Adolph Gottlob von Schachmann (1725–1789), Gutsbesitzer, Naturforscher, Maler und Numismatiker
- Otto Theodor von Seydewitz (1818–1898), Politiker
- Karl Gottfried Siebelis (1769–1843), klassischer Philologe und Pädagoge
- Martin Franz Streetz (1843–1920), evangelische Geistlicher und Konsistorialrat in der Schlesischen Provinzialkirche
- Gerhard Heinrich Jacobjan Stöckhardt (1772–1830), lutherischer Geistlicher
- Heinrich Robert Stöckhardt (1802–1848), Jurist und Professor
- Andreas Tamm (1767–1795), Jurist und Schulrektor
- Benjamin Gottfried Weinart (1751–1813), Jurist, Finanzprokurator, Historiker und Bibliograph
- Johann Gottlob Worbs (1760–1833), lutherischer Theologe und Historiker
- Walter Heinich (1876–1940), Postbediensteter, Ortschronist und Stadtverordneter der Kommune Neusalza-Spremberg sowie Autor regionalgeschichtlicher Thematik der Oberlausitz
- Hermann Freiherr von Salza und Lichtenau (1978–2013), promovierter Jurist (Dr. jur.) und Landwirtschaftsexperte, Gutsbesitzer von Drehsa bei Weißenberg, Ehrenritter des Johanniterordens. Mit ihm erlosch der Oberlausitzer Zweig derer von Salza und Lichtenau
- Joseph Bernhard Schönfelder (1787–1835), Priester, Heimatforscher und Autor
- Hartmut Zwahr (* 1936), deutscher Historiker sorbischer Ethnizität